# Оронгой (станция)
Оронго́й — станция Восточно-Сибирской железной дороги на южной линии Улан-Удэ — Наушки Находится в Иволгинском районе Бурятии, в посёлке при станции Оронгой.

## География
Находится в 3,5 км к северо-западу от центральной части улуса Оронгой на левобережье реки Оронгой, в полукилометре к северу от главного русла. В 1,5 км к западу от станции проходит федеральная автомагистраль А340 Кяхтинский тракт.

## История
Станция основана в конце 1930-х годов при строительстве южной линии Восточно-Сибирской железной дороги Улан-Удэ — Наушки. В 1939 году через станцию Оронгой прошёл первый поезд. Введена в эксплуатацию в 1940 году.
В октябре 1964 года началось регулярное пассажирское движение поездов по маршруту Улан-Удэ — Гусиное Озеро (впоследствии Улан-Удэ — Наушки).
Пригородное движение поездов по маршруту Улан-Удэ — Загустай (реформированный Улан-Удэ — Наушки) по южной ветке ВСЖД отменено в 2014 году.

## Дальнее следование по станции
| № поезда | Маршрут движения | № поезда | Маршрут движения |
| -------- | ---------------- | -------- | ---------------- |
| 361      | Наушки — Иркутск | 362      | Иркутск — Наушки |